# 정암진 대첩
다음은 정암진 대첩에 관한 내용이다.
임진년시 왜는 15만 8800명의 왜군을 9군으로 나누어 고니시 유키나와(小西行長)가 이끄는 1군(1만 8700명), 가토 기요마사(加藤清正)가 이끄는 2군(2만 800명), 구로다 나가마사(黑田長政)가 이끄는 3군(1만 1000명)은 돌격부대로 한양을 점령하여 선조를 잡고, 나머지 군은 각 도를 점령하려는 전략을 가지고 쳐들어왔다. 그 중 고바야가와 다카가게(小早川隆景)가 이끄는 6군 1만 5700명은 전라도를 점령, 모리 테루모토(毛利輝元)가 이끄는 7군 3만명은 경상도를 점령하려는 전략이었다. 고바야가와 다카가게가 이끄는 왜 제 6군이 동래에서 함안을 거쳐 남강을 건너 의령을 지나 육십령을 넘어 전라도를 점령할 계획이었다. 이 전략에 따라 왜 제 1, 2, 3군 돌격부대가 북상한 후, 왜 제 6군 1만 5700명이 부산 동래에서 함안을 거쳐 호남으로 진출하기 위해서 임진년 7월 정암진 나루에 도착했다. (그 이전 임진년 6월 영남도총의병대장 내암 정인홍이 이끄는 의병과 왜군과의 낙동강 방어전이 있었다.) 곽재우는 이 정암진 부근의 남강의 지형지물을 아주 잘 알고 있었다. 이곳이 바로 곽재우가 과거 합격이 취소된 후 벼슬에 뜻을 버리고, 낚시하며 세월을 보내던 바로 그 남강 지역이다. 곽재우는 이때 정암진 언덕에 병사들을 매복시킨 뒤 날랜 병사 몇명을 선발, 남강을 건너는 왜군을 늪지대로 유인한 다음 화살공격으로 전멸시켰다. 왜군 정찰대는 정암진 일대가 늪지이기 때문에 부대의 통행이 곤란하다는 것을 알고, 그들이 통과할 수 있는 지점 근처에 나무 표시 등 표식을 만들었다. 곽재우는 왜군 정찰대의 행동을 숨어서 지켜보고 있다가 밤에 표지목을 늪지로 옮겨 꽂고, 표식들을 늪지로 향하게 바꾸어 놓았다. 다음날 왜군이 잘못 표시된 표지목과 표식들을 따라가다 늪지에 빠지자 곽재우는 언덕에 숨어있던 병사들에게 공격령을 내려, 기습 공격을 가해 왜군을 몰살시켰다. 관군이 정비되지 못했던 임진왜란 초기 이 정암진 대첩으로 왜 6군의 전라도 진격을 막아 전라도를 보전하는 것이 임진왜란 승리의 단초가 된다. 임진왜란 시 결국 왜군은 전라도를 점령하지 못했고 이로 인해 이순신 장군의 전라 좌수영 등이 육지로부터의 왜군의 공격없이 자유롭게 활약할 수 있었다. 임진왜란 초기 바로 이 정암진 대첩 승리가 연쇄적으로 이순신 장군 활약을 가능케 한 것이다. 이 정암진 대첩이 바로 곽재우가 임진왜란에서 나라를 구한 결정적 공헌이다. 임진왜란시 곡창지대인 전라도를 방어함으로써 왜 돌격부대의 보급선이 남해를 돌아 서해로 올라가는 해로와 경상도 내륙 낙동강을 통한 병참선 두 가지만 남게 되고, 이 중 해로는 이순신 장군의 의해 차단되고, 낙동강 병참선은 곽재우, 정인홍, 성천희, 김면, 변연수 등 영남 의병들에 의해 차단되어, 북상한 왜군들의 세가 약해지고 결국 재정비된 관군과 명군의 공격을 못 견디고 후퇴하게 된다. 그리하여, 정유재란시에는 왜는 임진년 패인을 전라도 함락 실패로 보고 전라도를 통해 북상하는데 총공세를 펼친다.